# Demore Barnes
Demore Barnes (Toronto, 26 febbraio 1976) è un attore canadese.

## Biografia
Demore Barnes nasce a Toronto, in Canada nel 1976 da madre canadese e padre africano. Da sempre appassionato di recitazione inizia a frequentare corsi di teatro sin da bambino. Nel 1998 partecipa al film White Colors (pellicola polacca in cui Barnes appare come comparsa). Dal 2001 al 2002 è protagonista della serie TV The Associates. In seguito, dal 2006 al 2010, interpreta uno dei personaggi principali nella serie TV The Unit. Nel 2017 prende parte a un episodio di Chicago Med e dal 2019 partecipa al legal drama Law & Order - Unità vittime speciali, nel ruolo del vice-capo Christian Garland.

## Filmografia

### Cinema
- White Colors (1998)

### Televisione
- The Associates - serie TV (2001-2002)
- The Unit - serie TV (2006−2009)
- Fringe - serie TV, episodio 2x13 (2009-2010)
- Supernatural - serie TV, episodi 5x03-6x06-20 (2009-2011)
- Flashpoint - serie TV, episodio 5x08 (2012)
- The Flash - serie TV, episodi 2x04-13 (2015-2016)
- Chicago Justice - serie TV, episodio 1x07 (2017)
- Chicago Med - serie TV, episodio 3x01 (2017)
- American Gods - serie TV, 17 episodi (2017-2021)
- Suits - serie TV, episodio 9x02 (2019)
- Law & Order: SVU - serie TV, 25 episodi (2019-2022)
- Titans - serie TV, 5 episodi (2019)

## Doppiatori italiani
Nelle versioni in italiano delle opere in cui ha recitato, Demore Barnes è stato doppiato da:
- Francesco Pezzulli in The Unit, Supernatural
- Gabriele Sabatini in Law & Order - Unità vittime speciali, Law & Order - Organized Crime
- Riccardo Scarafoni in Chicago Justice, Chicago Med
- Nanni Baldini in American Gods
- Fabrizio Dolce in Titans

## Premi e riconoscimenti
- Gemini Award
  - 2009 - Candidatura alla miglior performance di un attore da protagonista in una serie drammatica per The Unit